# Bupleurum swatianum
Bupleurum swatianum är en flockblommig växtart som beskrevs av Nasir. Bupleurum swatianum ingår i släktet harörter, och familjen flockblommiga växter. Inga underarter finns listade i Catalogue of Life.